# Motorvägar i Finland

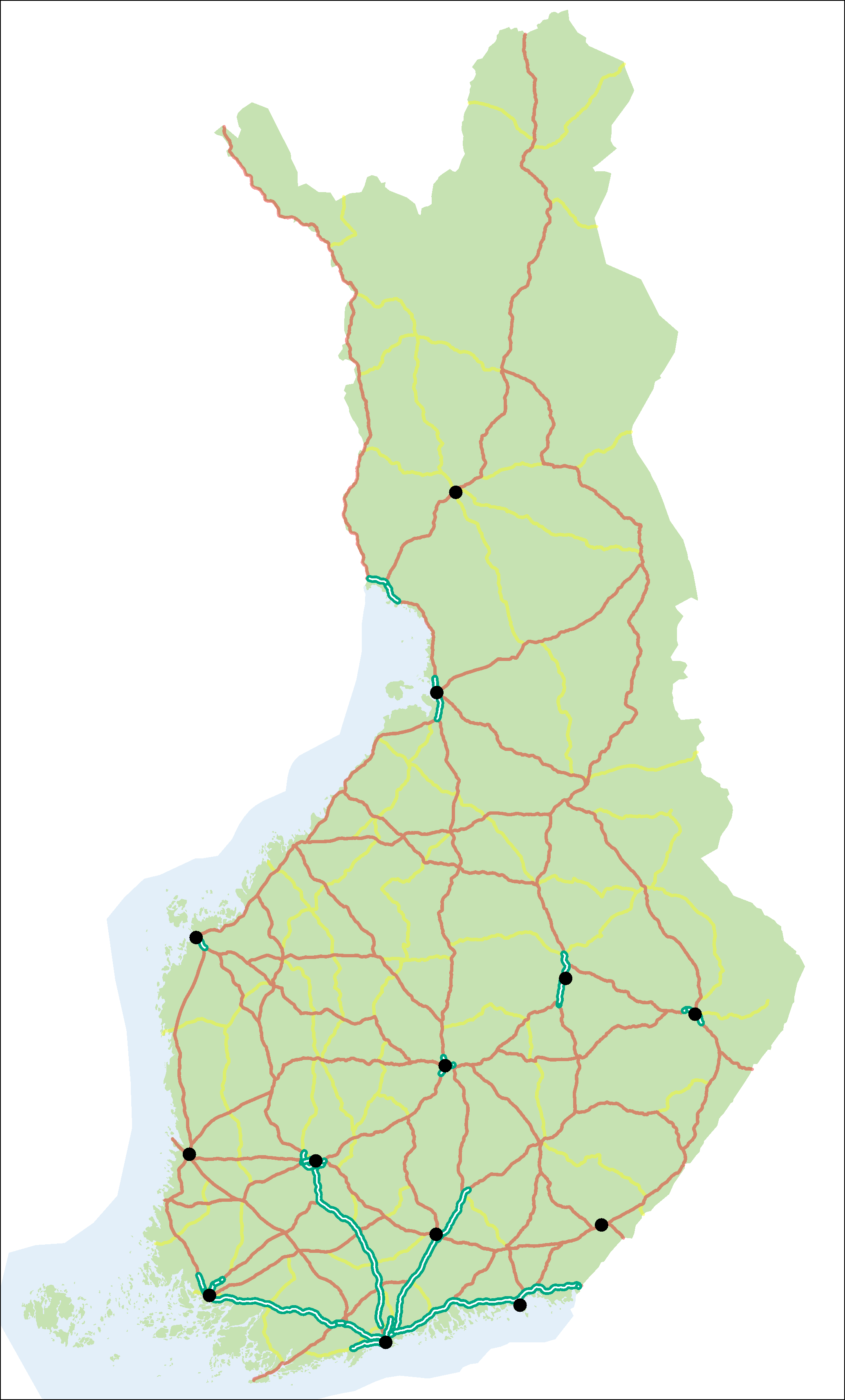
Karta över motorvägarna i Finland. Vissa korta sträckor syns inte på kartan.

Finland är ett av Europas glesast befolkade länder. Därför är motorvägarna främst koncentrerade kring urbana centra och mellan de största städerna. Eftersom befolkningen är koncentrerad till södra Finland finns de flesta motorvägarna där. På de flesta landsvägarna är trafikmängden inte så stor att motorvägar skulle vara motiverade. 2019 fanns det 926 km motorväg. Från år 2018 går det 15–20 mil långa motorvägar från Helsingfors i fyra riktningar.
Finlands första motorväg (Åboleden, Riksväg 1) byggdes år 1962 västerut från Helsingfors och på 1970-talet blev flera utfartsvägar kring större städer utbyggda till motorvägar. Det dröjde ändå först till 1990-talet innan längre motorvägssträckor mellan städerna i södra Finland började byggas. Traditionellt har det bara funnits kortare bitar i närheten av de största städerna där trafikmängden är som störst. Det finns inte några motorvägar som går över någon gräns till något annat land. Världens nordligaste motorväg går mellan Torneå och Kemi.
Man kan köra hela vägen mellan Vanda i huvudstadsregionen och Ylöjärvi (180 km), mellan Helsingfors och Lahtis–Heinola (140 km), mellan Åbo och Helsingfors (165 km), samt mellan Helsingfors och Kotka–Vaalimaa (ryska gränsen) (170 km) på motorväg.  
Motorvägarna i Finland brukar inte ha mitträcke förutom där det verkligen behövs. Istället har man stort avstånd till den motsatta körbanan och nedsänkning av marken.

### 

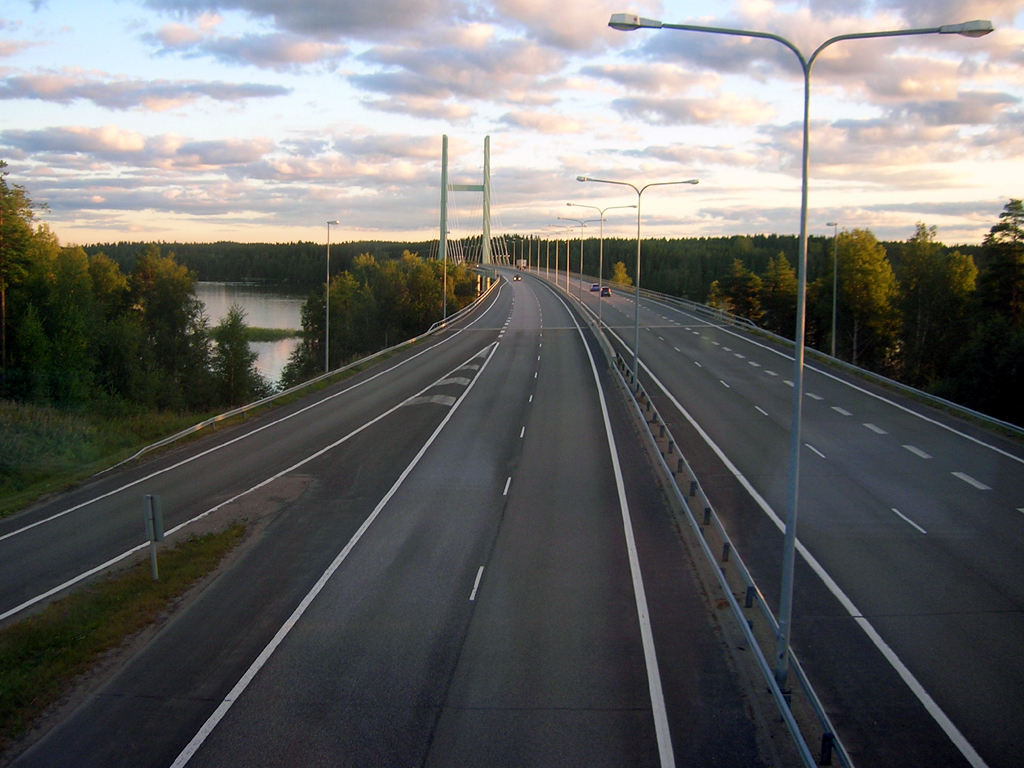
Riksväg 4 utanför Heinola.

## Motorvägsträckorna på Europavägarna i Finland

### E8
8 Åbo-Nousis (20 km)

3 8 Marasbacken, (Korsholm)–Långbacken, Vasa (6 km, gemensam med E 12)

4 Haaransilta, Limingo–Haukipudas i Uleåborgstrakten (38 km, gemensam med E 75)

29 Keminmaa–Torneå (20 km, 1 km gemensam begynnelsesträcka i Keminmaa med E 75), världens nordligaste motorväg.

### E12
3 Vandaporten, Vanda–Ylöjärvi (178 km, gemensam med E 63 mellan Ackas och Tammerfors)

3 Helsingby, Korsholm–Sandviken, Vasa (10 km, delvis gemensam med E 8)

### E18
1 Nummis, Åbo–Morby, Esbo (138 km)

7 Långmossen, Vanda–Vaalimaa (riksgränsen) (173 km)

### E63
9 Urusberget, Åbo–Lundo station (13 km)

9 Konho, Ackas–Tampere E, Tammerfors–Linnainmaa, Tammerfors (39 km, gemensam med E 12 mellan Konho och Tampere E)

9 kommungränsen Muurame/Jyväskylä–Keljo, Jyväskylä (4 km)

9 Tourula, Jyväskylä–Vaajakoski (6 km, gemensam med E 75)

5 9 Humalajoki, Kuopio–Siilinjärvi (47 km)
9 23 Ylämylly–Käpykangas, Joensuu (11 km)

### E75
4 Forsby, Helsingfors–Lusi, Heinola (141 km)

4 Vaajakoski–Tourula, Jyväskylä (6 km, gemensam med E 63)

4 Mannila, Jyväskylä–Vehniä, Laukas (20 km)

4 Huutomäki–Koukkuniemi, Äänekoski (5 km)

4 Haaransilta, Limingo–Haukipudas i Uleåborgstrakten (38 km, gemensam med E 8)

4 Keminmaa (1 km, gemensam med E 8)

## Motorvägsträckorna på övriga vägar
1 Morby, Esbo–Munksnäs, Helsingfors

2 Palojärvi, Vichtis–Huhmari, Vichtis (1 km)

5 Lusi, Heinola–Tuusjärvi, Heinola (5 km)

6 öst om Imatra (ungefär 10 km)

7 Tattaråsen, Helsingfors–Långmossen, Vanda (3 km)

12 Tammerfors–Nokia (8 km)

12 Okeroinen, Lahtis–Kujala, Lahtis (5 km)

45 Helsingfors–Tusby (ungefär 20 km)

51 Helsingfors–Kyrkslätt (27 km)

101 Ring I Björnsö–Otnäs, Esbo (1 km)

3495 Tampere E, Tammerfors–Viinikka, Tammerfors (Tammerfors södra infart, 2 km)

## Motorvägarna kronologiskt
| Öppningsår | Vägnummer vid öppningen | Nuvarande vägnummer | Vägavsnitt                                    | Avsnittets längd | Tilläggsinformation                         |
| ---------- | ----------------------- | ------------------- | --------------------------------------------- | ---------------- | ------------------------------------------- |
| 1962       | 1                       | 1                   | Munksnäs (Helsingfors)–Gumböle (Esbo)         | 14 km            |                                             |
| 1963       | 8                       | 8                   | Åbo–Reso                                      | 4 km             |                                             |
|            | 51                      | 51                  | Drumsö (Helsingfors)–Finno (Esbo)             | 9 km             |                                             |
| 1964       | 3                       | 3                   | Hattelmala–Ojoinen (Tavastehus)               | 6 km             |                                             |
| 1965       | 51                      | 51                  | Gräsviken–Drumsö (Helsingfors)                | 3 km             |                                             |
| 1966       | 4 9                     | 6018                | Keljo–Keskussairaala (Jyväskylä)              | 1 km             | motorvägsstatusen avskaffades på 1980-talet |
| 1967       | 1                       | 1                   | Gumböle (Esbo)–Veikkola (Kyrkslätt)           | 9 km             |                                             |
|            | 4                       | 4 7                 | Gammelstaden–Vik (Helsingfors)                | 3 km             |                                             |
|            | 4                       | 4                   | Kontinkangas–Laanila (Uleåborg)               | 3 km             |                                             |
|            | 9                       | 9                   | Runosmäki (Åbo)–Lundo stn. (Aura)             | 14 km            |                                             |
|            | 9                       | 12                  | Pispala–Villilä (Tammerfors)                  | 3 km             |                                             |
|            | 137                     | 45                  | Kottby (Helsingfors)–Rödsand (Vanda)          | 11 km            |                                             |
| 1968       | 3                       | 3 9/3495            | Kulju (Lempäälä)–Viinikka (Tammerfors)        | 12 km            |                                             |
|            | 3                       | 3                   | Gamla hamnen–Sandviken (Vasa)                 | 4 km             |                                             |
|            | 5                       | 5                   | centrum–Päiväranta (Kuopio)                   | 4 km             |                                             |
| 1969       | 51                      | 51                  | Finno–Stensvik (Esbo)                         | 5 km             |                                             |
| 1971       | 1                       | 1                   | Veikkola (Kyrkslätt)–Lojoåsen                 | 14 km            |                                             |
|            | 4                       | 4 7                 | Vik–Tattaråsen (Helsingfors)                  | 4 km             |                                             |
|            | 7                       | 7                   | Kyminlinna–Käpylä (Kotka)                     | 4 km             |                                             |
| 1972       | 6 7                     | 7                   | Tattaråsen (Helsingfors)–Massby (Sibbo)       | 13 km            |                                             |
| 1973       | 4                       | 4                   | Tattaråsen (Helsingfors)–Träskända            | 23 km            |                                             |
|            | 12                      | 12                  | Nokia-Villilä (Tammerfors)                    | 5 km             |                                             |
| 1976       | 5                       | 5                   | Levänen–centrum (Kuopio)                      | 5 km             |                                             |
| 1977       | 4                       | 4                   | Laanila–Isko (Uleåborg)                       | 2 km             |                                             |
|            | 9 13                    | 4 9 13 23/6018      | Jyväskylä–Vaajakoski (Jyväskylä lk)           | 6 km             |                                             |
| 1979       | 6 7                     | 7                   | Massby (Sibbo)–Borgå                          | 23 km            |                                             |
| 1981       | 4                       | 4                   | Isko–Linnanmaa (Uleåborg)                     | 2 km             |                                             |
| 1988       | 3                       | 3                   | Vandaforsen–Klövskogs vägskäl (Vanda)         | 8 km             |                                             |
| 1990       | 3                       | 3                   | Hyvinge–Riihimäki                             | 16 km            |                                             |
| 1991       | 3                       | 3                   | Klövskogs vägskäl (Vanda)–Nurmijärvi          | 9 km             |                                             |
| 1992       | 3                       | 3                   | Nurmijärvi–Hyvinge                            | 17 km            |                                             |
|            | 3                       | 3                   | Riihimäki–Tavastehus                          | 33 km            |                                             |
|            | 4 9                     | 9                   | Pukinniitty–Pumperi (Jyväskylä)               | 4 km             |                                             |
|            | 5                       | 5                   | Vuorela (Kuopio)–Siilinjärvi                  | 14 km            |                                             |
|            | 137                     | 45                  | Rödsand (Vanda)–Tusby                         | 7 km             |                                             |
| 1993       | 4                       | 4                   | Linnanmaa (Uleåborg)–Kello (Haukipudas)       | 7 km             |                                             |
| 1994       | 3                       | 3                   | Toby (Korsholm)–Gamla hamnen (Vasa)           | 8 km             |                                             |
|            | 5                       | 5                   | Hiltulanlahti–Pitkälahti (Kuopio)             | 6 km             |                                             |
|            | 7                       | 7                   | Käpylä (Kotka)–Fredrikshamn                   | 13 km            |                                             |
|            | 9                       | 9                   | Lakalaiva–Atala (Tammerfors)                  | 10 km            |                                             |
| 1996       | 3                       | 3                   | Tavastehus–Iittala (Kalvola)                  | 19 km            |                                             |
|            | 4                       | 4                   | Vierumäki–Lusi (Heinola)                      | 14 km            |                                             |
|            | 4                       | 4                   | Kaakkuri–Kontinkangas (Uleåborg)              | 5 km             |                                             |
| 1997       | 1                       | 1                   | Pemar–Åbo                                     | 25 km            |                                             |
|            | 6                       | 6                   | Mansikkala–Kaukopää (Imatra)                  | 12 km            |                                             |
| 1998       | 4                       | 4                   | Träskända–Mäntsälä                            | 20 km            |                                             |
| 1999       | 4                       | 4                   | Mäntsälä–Lahtis/Lahtis omfart                 | 50 km            |                                             |
| 2000       | 3                       | 3                   | Iittala (Kalvola)–Kulju (Lempäälä)            | 41 km            |                                             |
|            | 9                       | 9                   | En del av Toijalas södra omfart               | 2 km             |                                             |
|            | 5                       | 5                   | Vehmasmäki–Hiltulanlahti (Kuopio)             | 16 km            | delvis motorväg med mitträcke               |
| 2001       | 4/29                    | 4/29                | Keminmaa–Torneå                               | 17 km            |                                             |
| 2002       | 7                       | 7                   | Borgå–Forsby (Pernå)                          | 26 km            |                                             |
| 2003       | 1                       | 1                   | Muurla–Pemar                                  | 36 km            |                                             |
|            | 4                       | 4                   | Haaransilta (Liminka)–Kaakkuri (Uleåborg)     | 16 km            | delvis motorväg med mitträcke               |
| 2005       | 4                       | 4                   | Lahtis–Vierumäki (Heinola)                    | 27 km            |                                             |
|            | 4                       | 4                   | Jyväskylä–Kirri                               | 6 km             |                                             |
|            | 1186/25                 | 1/25                | Lojåsen–Lojo                                  | 10 km            |                                             |
| 2006       | 3                       | 3                   | Rajaniemi (Birkala)–Kalkku (Nokia)            | 6 km             |                                             |
| 2008       | 1                       | 1                   | Muurla–Lahnajärvi (Suomusjärvi)               | 23 km            |                                             |
|            | 3                       | 3                   | Tampere E (Tammerfors)–Rajaniemi (Birkala)    | 9 km             |                                             |
|            | 3                       | 3                   | Kalkku (Nokia)–Ylöjärvi                       | 6 km             |                                             |
| 2009       | 1                       | 1                   | Lahnajärvi (Salo)–Lojo                        | 28 km            |                                             |
|            | 2                       | 2                   | Palojärvi (Victis)–Huhmari (Vichtis)          | 1 km             |                                             |
|            | 4                       | 4                   | Paattio, Kemi–Jokisuu, Keminmaa               | 3,5 km           |                                             |
| 2010       | 4                       | 4                   | Marostenmäki, Simo–Paattio, Kemi              | 14 km            |                                             |
| 2013       | 6/9/23                  | 6/9/23              | Ylämylly–Repokallio, Joensuu                  | 26 km            |                                             |
|            | 51                      | 51                  | Stensvik, Esbo–Kyrkslätt                      | 10 km            |                                             |
| 2014       | 7                       | 7                   | Forsby, Lovisa–Kotka                          | 53 km            |                                             |
|            | 5/9                     | 5/9                 | Päiväranta–Vuorela, Kuopio                    | 5 km             |                                             |
| 2015       | 7                       | 7                   | Fredrikshamns förbifart                       | 13 km            |                                             |
| 2016       | 8                       | 8                   | Reso–Nousis                                   | 13 km            |                                             |
| 2017       | 7                       | 7                   | Fredrikshamn–Kattilainen (Vederlax)           | 5 km             |                                             |
| 2017       | 4                       | 4                   | Huutomäki–Myllyntaus (Äänekoski)              | 2 km             |                                             |
| 2018       | 7                       | 7                   | Kattilainen (Vederlax)–riksgränsen (Vaalimaa) | 27 km            |                                             |
| 2019       | 101                     | 101                 | Ring I Björnsö–Otnäs (Esbo)                   | 1 km             |                                             |
| 2019       | 4                       | 4                   | Kello–Räinänperä (Uleåborg)                   | 8 km             |                                             |
| 2019       | 4                       | 4                   | Myllyntaus–Koukkuniemi (Äänekoski)            | 3 km             |                                             |
| 2020       | 12                      | 12                  | Okeroinen (Lahtis)–Kujala (Lahtis)            | 5 km             |                                             |
| 2021       | 4                       | 4                   | Kirri (Jyväskylä)–Vehniä (Laukaa)             | 17 km            |                                             |

Nya motorvägsavsnitt under byggnad: